# Drepanocentron haryachwa
Drepanocentron haryachwa är en nattsländeart som beskrevs av Schmid 1982. Drepanocentron haryachwa ingår i släktet Drepanocentron och familjen Xiphocentronidae. Inga underarter finns listade i Catalogue of Life.